# Antineoplàstic

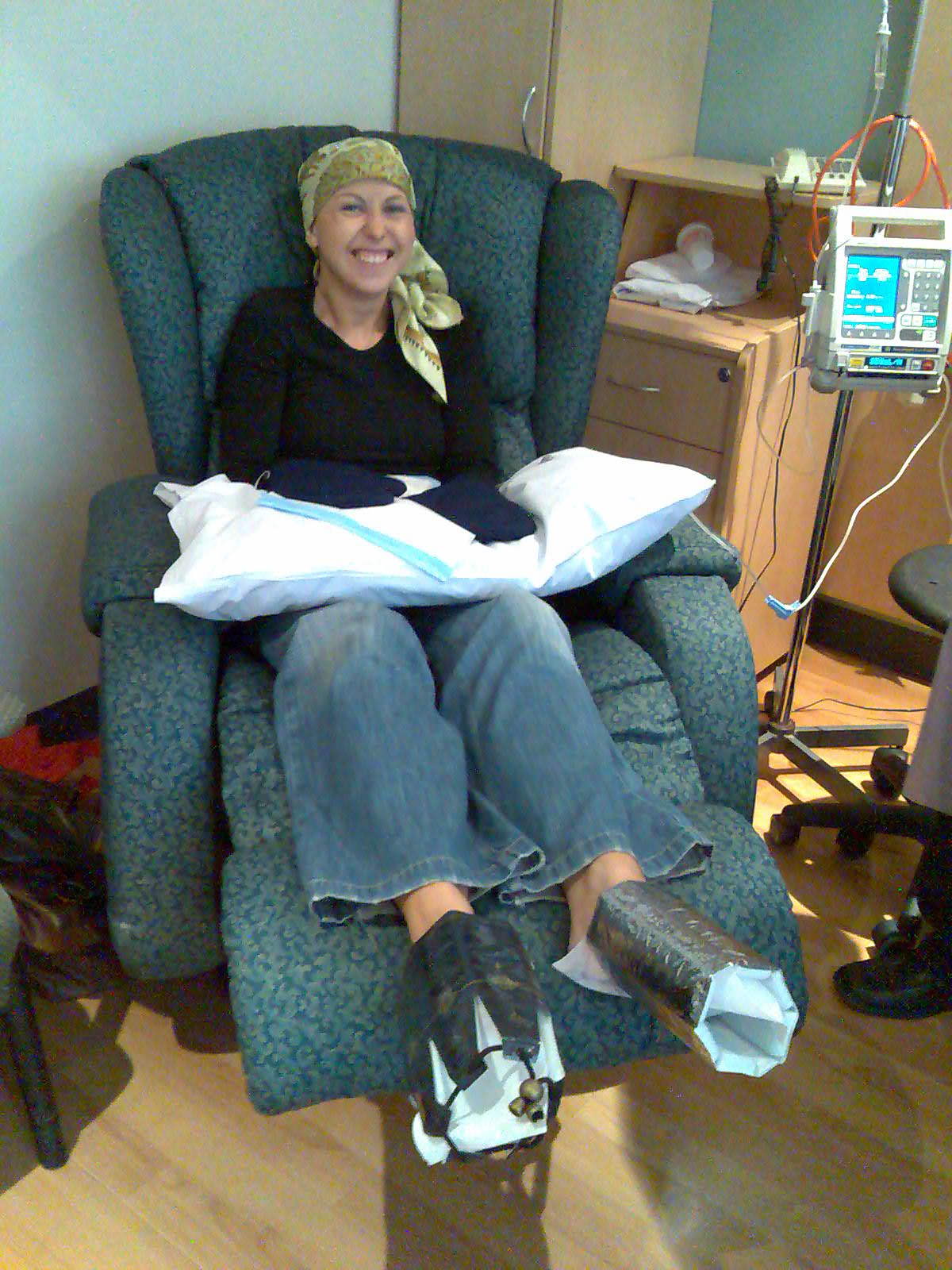
Una dona en tractament quimioteràpic per càncer de mama. Porta mitenes fredes a les mans i un refredador als peus per reduir el dany a les ungles.

Un antineoplàstic o anticancerós és un medicament que prevé o inhibeix el desenvolupament del càncer. El tractament realitzat amb aquests fàrmacs s'anomena quimioteràpia contra el càncer, quimioteràpia antineoplàstica o, senzillament, quimioteràpia (quan s'entén implícitament que és un tractament contra el càncer).
Aquestes substàncies poden ser d'origen natural, sintètic o semisintètic. La quimioteràpia es pot administrar amb una intenció curativa o pot tractar de perllongar la vida o per alleujar els símptomes. S'utilitza sovint en conjunció amb altres tractaments contra el càncer, com la radioteràpia, la cirurgia, o teràpia d'hipertèrmia o totes aquestes alhora. Certs agents quimioterapèutics també tenen un paper en el tractament d'altres trastorns, incloent-hi espondilitis anquilosant, esclerosi múltiple, malaltia de Crohn, la psoriasi, l'artritis psoriàsica, el lupus eritematós sistèmic, artritis reumatoide, i l'esclerodèrmia.
Els antineoplàstics tradicionals actuen destruint les cèl·lules que es divideixen ràpidament, una de les principals propietats de la majoria de les cèl·lules canceroses. Això vol dir que la quimioteràpia també fa mal a les cèl·lules que es divideixen ràpidament en circumstàncies normals: cèl·lules en la medul·la òssia, el tracte digestiu, i els fol·licles pilosos. Això dona lloc als efectes secundaris més comuns de la quimioteràpia: la mielosupressió (disminució de la producció de cèl·lules de la sang, per tant, també la immunosupressió), mucositis (inflamació de la mucosa del tracte digestiu), i l'alopècia (pèrdua de cabell).
Alguns medicaments contra el càncer més recents (per exemple, diversos anticossos monoclonals) no són citotòxics de manera indiscriminada, sinó més aviat es dirigeixen a proteïnes que s'expressen anormalment en cèl·lules de càncer i que són essencials per al seu creixement. Tals tractaments es refereixen sovint com a teràpia dirigida (a diferència de la quimioteràpia clàssica) i s'utilitzen sovint juntament amb agents quimioterapèutics tradicionals en els règims de tractaments antineoplàstics.
La quimioteràpia es pot utilitzar un sol medicament (la quimioteràpia d'un sol agent) o de diversos medicaments al mateix temps (la quimioteràpia de combinació o poliquimioteràpia).
A la primeria dels anys 50 va aparèixer el cisplatí primer compost per a tractar certs tipus de càncer.

## Tipus de fàrmacs

### Agents alquilants
Els agents alquilants són el grup més antic de quimioteràpics en ús avui en dia. Originalment derivat del gas mostassa utilitzat en la guerra, en l'actualitat hi ha molts tipus d'agents alquilants en ús.
Són capaços de desnaturalitzar l'ADN; el representant principal és la ciclofosfamida. Són fàrmacs dependents de la dosi i no específics que actuen en el cicle cel·lular, en substitució d'un àtom d'hidrogen d'una altra molècula per un radical alquil (R-CH2-CH2 +), en els àcids nucleics. Aquesta alquilació produeix ruptures en els nuclis d'ADN i en els enllaços transversals de les dues espirals dobles d'ADN, interferint amb la replicació de l'ARN i la transcripció.
Els subtipus d'agents alquilants són:
- Mostasses nitrogenades: mecloretamina, ciclofosfamida, melfalan, clorambucil, ifosfamida i busulfan
- Nitrosourees: N-nitrós-N-metilurea, carmustina, lomustina i semustina, fotemustina i estreptozotocina
- Tetrazines: dacarbazina, temozolomida i mitozolomida
- Aziridines: tiotepa, mitomicina i diaziquona
- Cisplatins i derivats: cisplatí, carboplatí i oxaliplatí
- Agents alquilants no clàssics: procarbazina i hexametilmelamina

### Antimetabòlits
Els antimetabòlits reemplacen, inhibeixen o competeixen amb un metabòlit, generalment en punts en que són necessaris per a la síntesi d'ADN. Així els antifolats interfereixen amb l'ús d'àcid fòlic.En dividir-se les cèl·lules canceroses més ràpidament que les normals, seran les primeres les més afectades.
Les cèl·lules canceroses es divideixen més ràpidament en comparació amb les cèl·lules normals pel antimetabòlits afecten la replicació de les cèl·lules canceroses més del que afecten la replicació cel·lular normal.
Els subtipus dels antimetabòlits són:
- Antifolats: metotrexat i pemetrexed
- Fluoropirimidines: fluorouracil i capecitabina
- Anàlegs de desoxinucleòsids: citarabina, gemcitabina, decitabina, azacitidina, fludarabina, nelarabina, cladribina, clofarabina i pentostatina
- Tiopurines: tioguanina i mercaptopurina

### Enzims
Com la L-asparaginasa, que redueix els nivells d'asparagina que alguns tumors no poden sintetitzar, però sí les cèl·lules normals.

### Agents antimicrotúbul
Els agents antimicrotúbuls o antimitòtics són productes químics derivats de plantes que bloquegen la divisió cel·lular mitjançant afectant la funció dels microtúbuls.
- Alcaloides de la vinca: família de composts trobats per primera vegada a la vinca: vincristina i vinblastina
- Taxans: Els taxans són medicaments naturals i semisintètics. El primer fàrmac de la seva classe, el paclitaxel, es va extreure inicialment l'arbre teix del Pacífic, Taxus brevifolia. Ara aquest medicament i altre en aquesta classe, docetaxel, es produeixen semi-sintèticament a partir d'una substància química que es troba en l'escorça d'un altre arbre del teix; Taxus baccata.
- La podofilotoxina és un lignan antineoplàstic obtingut principalment del podofil americà (Podophyllum peltatum) i del de l'Himàlaia (Podophyllum hexandrum o Podophyllum emodi).

### Inhibidors de la topoisomerasa
Els inhibidors de la topoisomerasa són fàrmacs que afecten l'activitat de dos enzims: la topoisomerasa I i la topoisomerasa II.
- Inhibidors de la topoisomerasa I: irinotecan, camptotecina i topotecan
- Inhibidors de la topoisomerasa II: 
  - Grup 1: doxorubicina, mitoxantrona i derivats de les epidofilotoxines: etopòsid i tenipòsid.
  - Grup 2: novobiocina, merbarona i aclarubicina.

### Antibiòtics citotòxics
Els antibiòtics citotòxics són un grup variat de fàrmacs que tenen diferents mecanismes d'acció. El grup inclou a les antraciclines i altres fàrmacs, incloent-hi actinomicina, bleomicina, plicamicina, i mitomicina. La doxorubicina i la daunorubicina van ser les dues primeres antraciclines, i es van obtenir a partir del bacteri Streptomyces peucetius. Els derivats d'aquests compostos inclouen epirubicina i idarubicina. Altres fàrmacs d'ús clínic en el grup d'antraciclina és pirarubicina, aclarubicina, i mitoxantrona.

## Efectes secundaris
L'activitat principal d'aquest tipus de compost explica també els seus efectes secundaris i la seva toxicitat:
- Alopècia (caiguda del cabell)
- Nàusees i vòmits
- Mielosupressió: anèmia, hemorràgies
- Immunosupressió
- Altres: neoplàsies secundàries, infertilitat, teratogenicitat, neuropatia perifèrica, síndrome de lisi tumoral, dany a òrgans, etc.

Els agents quimioterapèutics que afecten a totes les cèl·lules del nostre cos, tenen una baixa especificitat.